# 第二政党体系
第二政党体系是第一政党体系结束后，1828年至1852年期間美国的政治生態。该体系的特点是，自1828年开始，选民对参政的兴趣水平迅速上升，这表现在选举日的投票率、集会、党报和个人对政党的高度忠诚上。
第二政党体系时期，两个主要政党主导了政局：由安德鲁·杰克逊领导的民主党，以及由亨利·克莱集结国家共和党人和其他杰克逊反对者组建的辉格党。当时的小党包括反共济会党，它是1827年至1834年的重要第三党派；1840年的创立的废奴主义政党自由党；以及1848年至1852年反对奴隶制扩张的自由土地党。第二政党体系反映并形成了杰克逊时代的政治、社会、经济和文化潮流，直到它为第三党制所取代。
弗兰克·托尔斯认为两党之间有一个一个重要的意识形态分歧：民主党人主张“人民主权”，这表现在民众示威、制宪会议和以多数人统治作为治理的一般原则上；而辉格党人则主张法治和采用成文而不变的宪法，以及保护少数人利益免受多数人暴政的侵害。